# Język aushi
Język aushi (także jako ushi, usi, uzhil, avaushi lub vouaousi) – język z rodziny bantu używany w zambijskich prowincjach Luapula i Północnej oraz południowo-wschodniej części Kongo. W 2000 r. posługiwało się nim 95 200 Zambijczyków.
Jest językiem typu SOV.